# یوهان هالفوشن
یوهان هالفوشن (انگلیسی: Johan Halvorsen؛ ۱۵ مارس ۱۸۶۴ – ۴ دسامبر ۱۹۳۵ (age 71)) موسیقی‌دان اهل نروژ بود.